# Chaetogaster diaphanus
Chaetogaster diaphanus (лат.) — вид малощетинковых червей из семейства водяных змеек (Naididae).

## Описание
Сравнительно крупные пресноводные черви. Тело сегментированное, сегменты I—V ларвальные (образуются уже на личиночной стадии). Лишены спинных пучков щетинок. Брюшные щетинки в пучках по 2—10 (на II сегменте до 20), двузубчатые; дистальный зубец несколько длиннее проксимального; длина щетинки 100—218 мкм (на II сегменте 200—350 мкм). На VI сегменте имеются половые (пениальные) щетинки по 3—5 в пучке (длина около 100 мкм).
Головная лопасть редуцирована. Головной ганглий со статоцистами, развит слабо, его ширина превышает длину. Пищевод короткий, слабо различимый. Имеется желудок. Представители этого вида являются хищниками, основу их рациона составляют ветвистоусые раки, а также веслоногие, личинки двукрылых и ракушковые раки.
Размножаются преимущественно вегетативно путём паратомии. Цепочки особей достигают длины в 25 мм. Передний зооид имеет 9—12 сегментов (одиночные особи обыкновенно состоят из 14—15 сегментов). Половое созревание наступает осенью. У половозрелых особей имеется хорошо выраженный семяизвергательный канал. Ампулы атрия и семяприёмника крупные, округлой формы. После размножения откладывают коконы на поверхность водной растительности, новые особи вылупляются весной.
Голарктический вид, относится к числу широко распространённых.